# Dionysiaque (philosophie)
Pour les articles homonymes, voir Dionysiaque.
Le terme dionysiaque qualifie une attitude esthétique, une vision et une pratique du monde opposée à apollinien. C'est en particulier Friedrich Nietzsche, dans Naissance de la Tragédie, qui éprouve les polarités de ces deux attirances contraires. 
Le dionysiaque désigne la cohésion de l'individuel dans le tout de la nature, ou le « Un originel », qui comporte tout ce qui est vaste, erratique, insaisissable, sensitif, inspiré, fougueux, immuable, lié non seulement, selon Nietzsche, à l'origine des civilisations en Asie Centrale et au Moyen-Orient, mais formant également le soubassement de son opposé, l'apollinien, c'est-à-dire ce qui est cadré, stable, ordonné, classique, rationnel, régulé, mesuré, modal, supposé être le propre du « génie » dit occidental. Cette opposition entre Apollon et Dionysos a d'abord été posée par Plutarque (46-126 apr. J.-C.) puis reprise par Michelet dans la Bible de l'humanité (1864).